# タカラ堂
株式会社タカラ堂（たからどう）は、静岡市葵区呉服町二丁目にある老舗宝飾・時計専門店。

## 概要
婚約指輪、結婚指輪、結納返しの時計などのブライダルアイテム／各種ジュエリー（リング、ネックレス、ピアス、ブローチ等）／各種時計（腕時計、置時計、掛時計、目覚まし時計等）／金地金（インゴット、コイン）を取り扱っている。
創業以来、世界の様々なブランドアイテムの正規代理店として展開。ロイヤル・アッシャー・ダイヤモンドをはじめ、ポンテヴェキオ、クリスチャンバウアー、フランク・ミュラー、オメガ、ピアジェ (ブランド)、ショパール、タグ・ホイヤー、ベル&ロス、カール F. ブヘラ、ノルケイン、グランドセイコーなどが挙げられる。
1930年11月に創業、現在では静岡市葵区呉服町の本店を中心に展開している。アフターサービスに定評がある老舗。ジュエリー修理では自社工房を構えており、時計の修理では一級時計修理技能士が常駐している。

## 沿革
- 1930年11月　常盤町二丁目の宝台院前通りにて宝堂創業
- 1948年　株式会社タカラ堂に改組　七間町へビルを新築・移転
- 1960年　田中屋（現静岡伊勢丹）に宝飾部開設
- 1962年　呉服町2丁目にタカラ堂ビル建設
- 1965年　アッシャーダイヤモンドを全国に先駆けて取り扱い開始
- 1982年　現在地に本社ビルオープン
- 2006年　静岡本店にフランク・ミュラーサロン オープン

## 店舗
- 静岡本店（静岡市葵区呉服町2丁目4-4）
- 静岡伊勢丹 6階 宝飾･時計ショップ（静岡市葵区呉服町1丁目7）

## 静岡本店のフロア構成
- 1階 ジュエリー、ブライダルサロン、金地金売買カウンター、時計メンテナンスカウンター
- 中2階 多目的サロン
- 2階 輸入ウォッチ、国産時計、掛時計・置時計・目覚まし時計
- 3階 フランク ミュラー専用サロン